# Опунция
Опунция (лат. Opuntia) — род растений семейства Кактусовые (Cactaceae). По разнообразию видов, количество которых достигает около 300, этот род является одним из самых крупных в семействе.

## Распространение
Опунции распространены на обширных территориях Северной и Южной Америки, включая Вест-Индию. В Мексике, являющейся главным районом произрастания рода, сосредоточена почти половина видов опунции. Согласно легенде ацтеков, Теночтитлан (нынешний Мехико) был основан на месте, где росла опунция, на которой сидел орёл, поедающий змею. Эта сцена из легенды отображена на гербе Мексики. Как интродуцированные растения некоторые виды опунции распространились в тропических, субтропических и иных регионах всего мира. Так, одичавшие популяции опунции стелющейся есть на территории Астраханской области в Харабалинском районе. Первые кактусы в южных степях России были высажены в конце XIX столетия в рамках борьбы с опустыниванием и эрозией почв. С того времени кактусы успели акклиматизироваться и распространиться на север. За неимением естественных врагов расселение опунций достигло Волгоградской области и её областного центра.

## История
Использование некоторых видов опунции в хозяйстве прослеживается вплоть до культуры Паракас. Наряду с использованием побегов и плодов в пищу, одной из самых важных целей выращивания опунции является получение красителя кармина. В последние годы в ряде стран опунция всё шире разводится для использования на корм скоту. Некоторые виды опунции оказались агрессивными неофитами и настолько широко распространились в новых для них районах, что возникла необходимость применять биологические средства для борьбы с ними.
Так, в Австралию этот вид кактусов завезли из Южной Америки во второй половине XIX века, чтобы устроить колючие заграждения от овец по краям полей с сельскохозяйственными культурами, а также чтобы разводить на кактусах кошениль. Но этот кактус так размножился, что к 1900 году занял в штате Квинсленд почти четыре миллиона гектаров плодородных земель и продолжал в год захватывать около 400 тысяч гектаров новых площадей. Ни попытки вырубать опунцию или запахивать её в землю, ни попытки применения различных ядохимикатов, не дали никаких результатов. Тогда решили применить биологическое средство — кактусовую огнёвку, гусеницы которой, выйдя из яиц, вгрызаются в кактус и довольно быстро выедают его изнутри. В 1925 году 3000 яиц кактусовой огнёвки завезли в Австралию и организовали специальную агробиостанцию. С помощью этого метода к середине 1930-х годов с опунцией удалось справиться.

### Применение у ацтеков
В своём фундаментальном произведении «Общая история дел Новой Испании» (1547—1577) Бернардино де Саагун, опираясь на сведения ацтеков о свойствах растений, привел различные сведения о нопале (и о множестве его разновидностей), в частности о том, что:

Есть деревья в этом краю, которые называют нопалли — это общее название для всех нопалей, что означает смоковница или дерево, на котором растут фиги. Это уродливое дерево, ствол укрыт листьями, а ветви растут из них. Листья широкие и крупные, в них много сока, и они липкие, есть шипы на самих листьях. Плод, растущий на этих деревьях, называется фига; они хороши для еды; это ценный фрукт, и лучшие из них, как кальвиль. Листья этого дерева едят сырыми и вареными.
У него есть волокна, крепкие жилы, очень крепкие жилы; он наполнен жилами; полон множеством жил. Дает ветви; дает много ветвей; образует листья. Этот нопалли — съедобен, съедобен сырым, варёным в котелке. Только немного его можно съесть. Название плода этого нопалли — ночтли. Он круглый, имеют форму округлой верхушки, с краями на своей верхушке; он как шар, узкий у основания, полон мелких шипов, усыпан шипами; у него есть кожица; у него есть семена; его мякоть мясистая, водянистая; его семена как галька. Выходят |плоды| круглыми; образуются; толстеют; наполняются верхушками; они созревают; созревают во множестве. Я отрезаю фиги. Я ем фиги. Я разламываю внутренность. Я делю их внутреннюю часть. Я чищу их. Есть много видов нопалли; во многих местах они растут; во многих местах прорастают.

## Ботаническое описание
Стебли-побеги овальной, уплощённой формы ветвятся и образуют куст в 2—4 м.
Растение покрыто колючками, в том числе мельчайшими глохидиями, которые легко отделяются от кактуса.
Цветки — жёлтого или красного цвета.

## Виды
По информации базы данных The Plant List, род включает 194 вида. Некоторые известные виды:
- Opuntia ficus-indica (L.) Mill. — Опунция индийская, или Опунция инжирная, или Цабр
- Opuntia microdasys (Lehm.) Pfeiff. — Опунция мелковолосистая
- Opuntia phaeacantha Engelm. — Опунция тёмноколючковая
- Opuntia polyacantha Engelm. — Опунция многоколючновая
- Opuntia fragilis
- Opuntia aurea

## Применение
Опунция возделывается ради своих плодов, а также в качестве корма для скота и живой изгороди, его также могут мариновать, что и делают в Испании.
На острове Мальта из плодов опунции производят ликёр (Ambrosia Bajtra 21 % vol.), являющийся национальным алкогольным напитком.

### Опунции как декоративные растения в средней полосе России
Опунции в средней полосе России выращиваются как декоративные растения, так как обладают большой резистентностью к изменению почвенно-климатических условий и хорошей зимостойкостью. По литературным данным, более 40 видов могут произрастать в умеренной зоне без укрытия. Многие виды способны переносить экстремальные условия с резкими температурными колебаниями в течение года, а также жесткие засухи до 3–4 лет подряд, так как в совершенстве приспособились накапливать и удерживать влагу.
Опунции в декоративном садоводстве ценят за её необычный, несвойственный растениям средней полосы России вид, а также крупным и красивым цветкам. Цветки бывают от желтых до красных оттенков: желтые, оранжевые, лососевые, цвета фуксия, красные. И различные их производные. У опунций не бывает синих цветков. Встречаются также зеленые цветки (у некоторых цилиндропунций). 
Наиболее декоративными и зимостойкими являются следующие виды: Opuntia polyacantha (различные формы и культивары), Opuntia fragilis (различные формы и культивары), Opuntia phaecantha var. camanchica, а также виды и культивары Opuntia aurea.
- Зимостойкая опунция культивар "Ruffled Papaya" на клумбе в средней полосе России (Волоколамский район)
- Зимостойкая опунция ломкая (Opuntia fragilis) на клумбе в средней полосе России (Волоколамский район)
- Зимостойкая опунция культивар "Пони" на клумбе в средней полосе России (Волоколамский район).
- Зимостойкая опунция культивар "Apricot Glory" на клумбе в средней полосе России (Волоколамский район)
- Плод кактуса опунция, порезан для употребления
- Цветок Opuntia sp.
- Плоды опунции на рынке, Сакатекас, Мексика.
- Нераспустившийся бутон, плод и молодой побег с небольшими листьями. Крым. Мисхор.
- Несколько нераспустившихся бутонов опунции. Крым. Мисхор.
- Цветки опунции и насекомое-опылитель. Крым. Мисхор.
- В открытом грунте опунция хорошо растёт в Крыму, особенно на южных склонах.